# 平忠常
平忠常（天延三年975年十月十九日—长元四年1031年六月二十八日）是平安时代中期的武将和豪族。父亲为陆奥介平忠赖，是房總平氏之祖。
长元元年（1028年）六月，平忠常在安房国起兵袭击国府，并杀掉安房守平惟忠。朝廷命平直方出兵讨伐叛军，还没出征，上总国国府已经被忠常占领。讨伐军和忠常军战斗大约两年多但毫无成果。一年后，安房守藤原光业逃归京都，而讨伐军大将平直方被解职，改任甲斐守，最后由源赖信为讨伐军大将。忠常摄于赖信的声威而不战而降，随赖信归京城，但是在途中的美浓国病逝。
乱后，东国成为清和源氏壯大的基地。忠常的子孙中，千叶氏、上总氏两支較有发展。

## 家族
- 父亲：平忠赖
- 母亲：左京大夫藤原教宗的女儿
- 兄弟：平將恒、平赖尊
- 妻：平公雅的女儿
- 子：平忠将、平常将（日语：平常将）、平常近、平常远、平胤宗、平忠高

## 相关作品
- 《平安风流》桑山泰雄